# Dionysius Rodotheatos
Dionysius Rodotheatos (født 1. januar 1849 i Ithaka på øen Korfu, Grækenland - død 1. januar 1892) var en græsk komponist, dirigent og lærer.
Rodotheatos studerede som ung komposition og musik hos Nikolaos Mantzaros, faderen af den Ioniske Skole. Han forsatte sine kompositions studier og senere også direktions studier på Conservatorio di Musica i Rom hos bla. Giuseppe Verdi. Rodotheatos har skrevet 3 symfoniske digtninge, operaer, klavermusik, korværker etc. desværre er det meste af hans produktion gået tabt, med undtagelse af de symfoniske digtninge og enkelte klaver og korværker. Han tog tilbage til øen Korfu (1875) hvor han underviste i komposition, kontrapunkt og harmonilærer. Rodotheatos blev mentalt syg, og døde på et psykiatrisk hospital på øen i 1892 43 år gammel.

## Udvalgte værker
- 3 symfoniske digtninge - for orkester
- Oitona - opera
- Allegoricale ideer - for orkester
- Påkaldelse af Frihed - for herrekor og orkester